# Élections législatives de 1946 en Eure-et-Loir
Les élections législatives françaises de 1946 se tiennent le 10 novembre. Ce sont les premières élections législatives de la Quatrième république, après l'adoption lors du référendum du 13 octobre d'une nouvelle constitution.

## Mode de scrutin
L'Assemblée nationale est composée de 618 sièges pourvus au scrutin proportionnel plurinominal suivant la règle de la plus forte moyenne dans le cadre départemental, sans panachage. 
Le vote préférentiel est admis, en inscrivant un numéro d'ordre en face du nom d'un, de plusieurs ou de tous les candidats de la liste. Mais l'ordre ne pourra être modifier que si au moins la moitié des suffrages portés sur la liste est numéroté. Dans les faits les modifications ne dépasseront jamais les 7%.
Dans le département d'Eure-et-Loir, quatre députés sont à élire.

## Élus
| Député sortant    | Parti | Parti | Député élu ou réélu | Parti | Parti |
| ----------------- | ----- | ----- | ------------------- | ----- | ----- |
| Maurice Genest    |       | PCF   | Maurice Genest      |       | PCF   |
| Émile Vivier      |       | SFIO  | Maurice Fredet      |       | PRL   |
| Maurice Viollette |       | UDSR  | Maurice Viollette   |       | UDSR  |
| Pierre July       |       | PRL   | Pierre July         |       | PRL   |

## Résultats

### Résultats à l'échelle du département
| Parti    | Parti    | Tête de liste     | Résultats | Résultats | Sièges |  |
| Parti    | Parti    | Tête de liste     | Voix      | %         |        |  |
| -------- | -------- | ----------------- | --------- | --------- | ------ |  |
|          | PRL      | Pierre July       | 42 175    | 33,77     | 2 1    |  |
|          | PCF      | Maurice Genest    | 29 121    | 23,32     | 1      |  |
|          | RGR      | Maurice Viollette | 26 979    | 21,61     | 1      |  |
|          | SFIO     | Émile Vivier      | 15 851    | 12,69     | - 1    |  |
|          | MRP      | Pierre Moreau     | 10 751    | 8,61      | -      |  |
|          |          |                   |           |           |        |  |
| Inscrits | Inscrits | Inscrits          | 157 076   | 100,00    | 4      |  |
| Votants  | Votants  | Votants           | 128 108   | 81,56     |        |  |
| Exprimés | Exprimés | Exprimés          | 124 877   | 97,48     |        |  |